# Zhang Na (Leichtathletin)
Zhang Na (chinesisch 张娜; * 27. September 1980) ist eine ehemalige chinesische Leichtathletin, die sich auf den Stabhochsprung spezialisiert hat.

## Sportliche Laufbahn
Erste internationale Erfahrungen sammelte Zhang Na vermutlich im Jahr 2001, als sie bei den Ostasienspielen in Osaka mit übersprungenen 4,05 m den vierten Platz belegte. Anschließend belegte sie bei der Sommer-Universiade in Peking mit 4,10 m den sechsten Platz. 2003 brachte sie bei den Studentenweltspielen in Daegu keinen gültigen Versuch zustande und siegte anschließend mit 4,10 m bei den Afro-asiatischen Spielen in Hyderabad. Im Jahr darauf siegte sie mit 4,20 m bei den erstmals ausgetragenen Hallenasienmeisterschaften in Teheran und 2006 beendete sie ihre aktive sportliche Karriere im Alter von 25 Jahren.

## Persönliche Bestleistungen
- Stabhochsprung: 4,20 m, 14. September 2003 in Shanghai
  - Stabhochsprung (Halle): 4,25 m, 22. Februar 2004 in Peking